# Psoralea acaulis
Psoralea acaulis là một loài thực vật có hoa trong họ Đậu. Loài này được Steven ex M. Bieb. miêu tả khoa học đầu tiên năm 1808.